# AFC Challenge Cup 2010 (kwalificatie)
De AFC Challenge Cup 2010 was een voetbaltoernooi dat werd georganiseerd door Sri Lanka van 3 tot en met 14 februari 2010. De winnaar kwalificeerde zich voor de Azië Cup 2011. Indien India zijn titel van 2008 met succes verdedigde, kwalificeerde de verliezend finalist zich. Dit artikel beschrijft het kwalificatieproces van dat toernooi.

## Pottenindeling
De pottenindeling was gebaseerd op de FIFA-wereldranglijst van januari 2009.
| Automatisch gekwalificeerd                       | Groepshoofden                                                | Andere teams                                                                 | Andere teams                                                                   | Andere teams                                                                          |
| ------------------------------------------------ | ------------------------------------------------------------ | ---------------------------------------------------------------------------- | ------------------------------------------------------------------------------ | ------------------------------------------------------------------------------------- |
| Noord-Korea (116) India (142) Tadzjikistan (146) | Malediven (157) Sri Lanka (164) Nepal (174) Bangladesh (175) | 1. Turkmenistan (149) 2. Myanmar (156) 3. Kirgizië (159) 4. Filipijnen (162) | 1. Pakistan (165) 2. Chinees Taipei (166) 3. Cambodja (179) 4. Palestina (180) | 1. Brunei (182) 2. Afghanistan (184) 3. Bhutan (189) 4. Mongolië (193) 5. Macau (197) |

## Voorronde
| Team 1 | Tot.    | Team 2   | 1e wedstr. | 2e wedstr. |
| ------ | ------- | -------- | ---------- | ---------- |
| Macau  | 3-3 (u) | Mongolië | 2-0        | 1-3        |

|                                             |                                      |         |          |                                                                          |
| 7 april 2009 «onderlinge duels» 20:00 UTC+8 | Macau                                | 2 – 0   | Mongolië | Macaustadion, Macau Toeschouwers: 500 Scheidsrechter: Chrishantha Perera |
| 7 april 2009 «onderlinge duels» 20:00 UTC+8 | Chan Kin Seng 22' Leong Chong In 24' | Verslag |          | Macaustadion, Macau Toeschouwers: 500 Scheidsrechter: Chrishantha Perera |

|                                              |                                                                                   |         |                   |                                                                                   |
| 14 april 2009 «onderlinge duels» 15:00 UTC+8 | Mongolië                                                                          | 3 – 1   | Macau             | MFF Football Centre, Ulaanbaatar Toeschouwers: 3.000 Scheidsrechter: Yu Ming Hsun |
| 14 april 2009 «onderlinge duels» 15:00 UTC+8 | Murun Altankhuyag 55' Geofredo de Sousa Cheung 77' (e.d.) Lumbengarav Donorov 89' | Verslag | Chan Kin Seng 39' | MFF Football Centre, Ulaanbaatar Toeschouwers: 3.000 Scheidsrechter: Yu Ming Hsun |

 Macau plaatst zich voor de groepsfase van het kwalificatietoernooi.

## Kwalificatiegroepen
De kwalificatiewedstrijden werden gespeeld van 2 tot en met 13 april 2009. De groepswedstrijden werden, per groep, in Bangladesh, Maldiven, Nepal en Sri Lanka gespeeld.

### Poule A
De wedstrijden werden gespeeld in Bangladesh.
| Land       | Gsp | Win | Gel | Ver | DV | DT | +/- | Pnt |
| ---------- | --- | --- | --- | --- | -- | -- | --- | --- |
| Myanmar    | 3   | 3   | 0   | 0   | 7  | 1  | +6  | 9   |
| Bangladesh | 3   | 2   | 0   | 1   | 5  | 2  | +3  | 6   |
| Cambodja   | 3   | 1   | 0   | 2   | 2  | 3  | −1  | 3   |
| Macau      | 3   | 0   | 0   | 3   | 1  | 9  | −8  | 0   |

|                                              |                                                                          |         |       |                                                                                            |
| 26 april 2009 «onderlinge duels» 15:30 UTC+6 | Myanmar                                                                  | 4 – 0   | Macau | Bangabandhu National Stadium, Dhaka Toeschouwers: 3.600 Scheidsrechter: Dmitriy Mashentsev |
| 26 april 2009 «onderlinge duels» 15:30 UTC+6 | Khin Maung Lwin 3' Yazar Win Thein 15' Pyaye Phyo Oo 48' Myo Min Tun 59' | Verslag |       | Bangabandhu National Stadium, Dhaka Toeschouwers: 3.600 Scheidsrechter: Dmitriy Mashentsev |

|                                              |          |         |              |                                                                                    |
| 26 april 2009 «onderlinge duels» 18:00 UTC+6 | Cambodja | 0 – 1   | Bangladesh   | Bangabandhustadion, Dhaka Toeschouwers: 8.060 Scheidsrechter: Saeid Mozaffarizadeh |
| 26 april 2009 «onderlinge duels» 18:00 UTC+6 |          | Verslag | E. Hoque 73' | Bangabandhustadion, Dhaka Toeschouwers: 8.060 Scheidsrechter: Saeid Mozaffarizadeh |

|                                              |                 |         |                          |                                                                          |
| 28 april 2009 «onderlinge duels» 15:30 UTC+6 | Macau           | 1 – 2   | Cambodja                 | Bangabandhustadion, Dhaka Toeschouwers: 6.000 Scheidsrechter: Ali Saleem |
| 28 april 2009 «onderlinge duels» 15:30 UTC+6 | Che Chi Man 75' | Verslag | Vathanak 12' Sokngon 66' | Bangabandhustadion, Dhaka Toeschouwers: 6.000 Scheidsrechter: Ali Saleem |

|                                              |                  |         |                  |                                                                              |
| 28 april 2009 «onderlinge duels» 18:00 UTC+6 | Bangladesh       | 1 – 2   | Myanmar          | Bangabandhustadion, Dhaka Toeschouwers: 14.000 Scheidsrechter: Hajime Matsuo |
| 28 april 2009 «onderlinge duels» 18:00 UTC+6 | Enamul Haque 12' | Verslag | Pai Soe 68', 77' | Bangabandhustadion, Dhaka Toeschouwers: 14.000 Scheidsrechter: Hajime Matsuo |

|                                              |                       |         |          |                                                                                    |
| 30 april 2009 «onderlinge duels» 15:30 UTC+6 | Myanmar               | 1 – 0   | Cambodja | Bangabandhustadion, Dhaka Toeschouwers: 2.500 Scheidsrechter: Saeid Mozaffarizadeh |
| 30 april 2009 «onderlinge duels» 15:30 UTC+6 | Yazar Win Thein 90+4' | Verslag |          | Bangabandhustadion, Dhaka Toeschouwers: 2.500 Scheidsrechter: Saeid Mozaffarizadeh |

|                                              |                            |         |       |                                                                                  |
| 30 april 2009 «onderlinge duels» 18:00 UTC+6 | Bangladesh                 | 3 – 0   | Macau | Bangabandhustadion, Dhaka Toeschouwers: 8.700 Scheidsrechter: Dmitriy Mashentsev |
| 30 april 2009 «onderlinge duels» 18:00 UTC+6 | Mamun 38' Hossain 68', 71' | Verslag |       | Bangabandhustadion, Dhaka Toeschouwers: 8.700 Scheidsrechter: Dmitriy Mashentsev |

### Poule B
De wedstrijden werden gespeeld in de Maldiven.
| Land         | Gsp | Win | Gel | Ver | DV | DT | +/- | Pnt |
| ------------ | --- | --- | --- | --- | -- | -- | --- | --- |
| Turkmenistan | 3   | 3   | 0   | 0   | 15 | 1  | +14 | 9   |
| Malediven    | 3   | 2   | 0   | 1   | 9  | 5  | +4  | 6   |
| Filipijnen   | 3   | 1   | 0   | 2   | 3  | 8  | −5  | 3   |
| Bhutan       | 3   | 0   | 0   | 3   | 0  | 13 | −13 | 0   |

|                                              |                                               |         |                   |                                                                           |
| 14 april 2009 «onderlinge duels» 16:00 UTC+5 | Turkmenistan                                  | 3 – 1   | Malediven         | Galolhustadion, Malé Toeschouwers: 9.000 Scheidsrechter: Naser Al-Ghafary |
| 14 april 2009 «onderlinge duels» 16:00 UTC+5 | Nasyrow 42' Şamyradow 49' Mirzoýew 68' (pen.) | Verslag | Fazeel 61' (pen.) | Galolhustadion, Malé Toeschouwers: 9.000 Scheidsrechter: Naser Al-Ghafary |

|                                              |            |         |        |                                                                    |
| 14 april 2009 «onderlinge duels» 21:00 UTC+5 | Filipijnen | 1 – 0   | Bhutan | Galolhustadion, Malé Toeschouwers: 200 Scheidsrechter: Kadhum Auda |
| 14 april 2009 «onderlinge duels» 21:00 UTC+5 | Gould 13'  | Verslag |        | Galolhustadion, Malé Toeschouwers: 200 Scheidsrechter: Kadhum Auda |

|                                              |                                         |         |                          |                                                                          |
| 16 april 2009 «onderlinge duels» 16:00 UTC+5 | Malediven                               | 3 – 2   | Filipijnen               | Galolhustadion, Malé Toeschouwers: 9.000 Scheidsrechter: Alireza Faghani |
| 16 april 2009 «onderlinge duels» 16:00 UTC+5 | Fazeel 26' (pen.) Ashfaq 45' Naseer 82' | Verslag | Borromeo 11' Gould 90+2' | Galolhustadion, Malé Toeschouwers: 9.000 Scheidsrechter: Alireza Faghani |

|                                              |        |         |                                                                          |                                                                               |
| 16 april 2009 «onderlinge duels» 21:00 UTC+5 | Bhutan | 0 – 7   | Turkmenistan                                                             | Galolhustadion, Malé Toeschouwers: 300 Scheidsrechter: Hettikamkanamge Perera |
| 16 april 2009 «onderlinge duels» 21:00 UTC+5 |        | Verslag | Ataýew 13', 67', 79' Çoňkaýew 16' Urazow 47' Mingazow 62' Mirzoýew 90+3' | Galolhustadion, Malé Toeschouwers: 300 Scheidsrechter: Hettikamkanamge Perera |

|                                              |                                                                  |         |            |                                                                         |
| 18 april 2009 «onderlinge duels» 16:00 UTC+5 | Turkmenistan                                                     | 5 – 0   | Filipijnen | Galolhustadion, Malé Toeschouwers: 400 Scheidsrechter: Naser Al-Ghafary |
| 18 april 2009 «onderlinge duels» 16:00 UTC+5 | Del Rosario 26' (e.d.) Şamyradow 54', 63' Nasyrow 58' Urazow 65' | Verslag |            | Galolhustadion, Malé Toeschouwers: 400 Scheidsrechter: Naser Al-Ghafary |

|                                              |        |         |                                                  |                                                                      |
| 18 april 2009 «onderlinge duels» 21:00 UTC+5 | Bhutan | 0 – 5   | Malediven                                        | Galolhustadion, Malé Toeschouwers: 9.000 Scheidsrechter: Kadhum Auda |
| 18 april 2009 «onderlinge duels» 21:00 UTC+5 |        | Verslag | Ashfaq 4' 36' Fazeel 45+1' (pen.), 47' Umair 80' | Galolhustadion, Malé Toeschouwers: 9.000 Scheidsrechter: Kadhum Auda |

### Poule C
De wedstrijden werden gespeeld in Nepal.
| Land      | Gsp | Win | Gel | Ver | DV | DT | +/- | Pnt |
| --------- | --- | --- | --- | --- | -- | -- | --- | --- |
| Kirgizië  | 2   | 0   | 2   | 0   | 2  | 2  | 0   | 2   |
| Nepal     | 2   | 0   | 2   | 0   | 1  | 1  | 0   | 2   |
| Palestina | 2   | 0   | 2   | 0   | 1  | 1  | 0   | 2   |

Op 24 maart 2009 trok Afghanistan zich terug.
|                                                 |         |       |           |                                                                                           |
| 26 maart 2009 «onderlinge duels» 15:00 UTC+5:45 | Nepal   | 0 – 0 | Palestina | Dasarath Rangasalastadion, Kathmandu Toeschouwers: 12.000 Scheidsrechter: Andre El Haddad |
| 26 maart 2009 «onderlinge duels» 15:00 UTC+5:45 | Verslag |       |           | Dasarath Rangasalastadion, Kathmandu Toeschouwers: 12.000 Scheidsrechter: Andre El Haddad |

|                                                 |                           |         |                   |                                                                                              |
| 28 maart 2009 «onderlinge duels» 15:00 UTC+5:45 | Kirgizië                  | 1 – 1   | Nepal             | Dasarath Rangasalastadion, Kathmandu Toeschouwers: 15.000 Scheidsrechter: Yadollah Jahanbazi |
| 28 maart 2009 «onderlinge duels» 15:00 UTC+5:45 | Mirlan Murzaev 86' (pen.) | Verslag | Biraj Maharjan 2' | Dasarath Rangasalastadion, Kathmandu Toeschouwers: 15.000 Scheidsrechter: Yadollah Jahanbazi |

|                                                 |                           |         |                      |                                                                                       |
| 30 maart 2009 «onderlinge duels» 15:00 UTC+5:45 | Kirgizië                  | 1 – 1   | Palestina            | Dasarath Rangasalastadion, Kathmandu Toeschouwers: 2.000 Scheidsrechter: Yu Ming Hsun |
| 30 maart 2009 «onderlinge duels» 15:00 UTC+5:45 | Mirlan Murzaev 20' (pen.) | Verslag | Saeed Al-Sobhaki 29' | Dasarath Rangasalastadion, Kathmandu Toeschouwers: 2.000 Scheidsrechter: Yu Ming Hsun |

### Poule D
De wedstrijden werden gespeeld in Sri Lanka.
| Land           | Gsp | Win | Gel | Ver | DV | DT | +/- | Pnt |
| -------------- | --- | --- | --- | --- | -- | -- | --- | --- |
| Sri Lanka      | 3   | 2   | 1   | 0   | 9  | 4  | +5  | 7   |
| Pakistan       | 3   | 1   | 2   | 0   | 9  | 3  | +6  | 5   |
| Chinees Taipei | 3   | 1   | 1   | 1   | 7  | 3  | +4  | 4   |
| Brunei         | 3   | 0   | 0   | 3   | 1  | 16 | −15 | 0   |

|                                                |                                                     |         |                             |                                                                          |
| 4 april 2009 «onderlinge duels» 16:00 UTC+5:30 | Sri Lanka                                           | 5 – 1   | Brunei                      | Sugathadasastadion, Colombo Toeschouwers: 700 Scheidsrechter: Zhao Liang |
| 4 april 2009 «onderlinge duels» 16:00 UTC+5:30 | Kasun Jayasuriya 23' 53' 67' 73' Mohamed Asmeer 32' | Verslag | Awangku Kamarul Ariffin 82' | Sugathadasastadion, Colombo Toeschouwers: 700 Scheidsrechter: Zhao Liang |

|                                                |                 |         |                |                                                                                  |
| 4 april 2009 «onderlinge duels» 18:30 UTC+5:30 | Pakistan        | 1 – 1   | Chinees Taipei | Sugathadasastadion, Colombo Toeschouwers: 400 Scheidsrechter: Vladislav Tseytlin |
| 4 april 2009 «onderlinge duels» 18:30 UTC+5:30 | Adnan Ahmed 53' | Verslag | Chang Han 21'  | Sugathadasastadion, Colombo Toeschouwers: 400 Scheidsrechter: Vladislav Tseytlin |

|                                                |        |         |                                                                |                                                                                   |
| 6 april 2009 «onderlinge duels» 16:00 UTC+5:30 | Brunei | 0 – 6   | Pakistan                                                       | Sugathadasastadion, Colombo Toeschouwers: 200 Scheidsrechter: Dilovarshokh Orzuev |
| 6 april 2009 «onderlinge duels» 16:00 UTC+5:30 |        | Verslag | Safiullah Khan 19' 61' 68' 78' Jadeed Khan 31' Adnan Ahmed 84' | Sugathadasastadion, Colombo Toeschouwers: 200 Scheidsrechter: Dilovarshokh Orzuev |

|                                                |                  |         |                                                |                                                                                  |
| 6 april 2009 «onderlinge duels» 18:30 UTC+5:30 | Chinees Taipei   | 1 – 2   | Sri Lanka                                      | Sugathadasastadion, Colombo Toeschouwers: 1.400 Scheidsrechter: Khalid Alzahrani |
| 6 april 2009 «onderlinge duels» 18:30 UTC+5:30 | Huang Wei-yi 80' | Verslag | Kasun Jayasuriya 35' Rohana Ruwan Well Don 39' | Sugathadasastadion, Colombo Toeschouwers: 1.400 Scheidsrechter: Khalid Alzahrani |

|                                                |                                                            |         |        |                                                                                  |
| 8 april 2009 «onderlinge duels» 16:00 UTC+5:30 | Chinees Taipei                                             | 5 – 0   | Brunei | Sugathadasastadion, Colombo Toeschouwers: 1.000 Scheidsrechter: Khalid Alzahrani |
| 8 april 2009 «onderlinge duels» 16:00 UTC+5:30 | Chen Po-liang 11' 13' 58' Huang Wei-yi 30' Kuo Chun-yi 80' | Verslag |        | Sugathadasastadion, Colombo Toeschouwers: 1.000 Scheidsrechter: Khalid Alzahrani |

|                                                |                                                    |         |                                    |                                                                                    |
| 8 april 2009 «onderlinge duels» 18:30 UTC+5:30 | Sri Lanka                                          | 2 – 2   | Pakistan                           | Sugathadasastadion, Colombo Toeschouwers: 3.000 Scheidsrechter: Vladislav Tseytlin |
| 8 april 2009 «onderlinge duels» 18:30 UTC+5:30 | Rohana Ruwan Well Don 2' Sanjeev Shanmugarajah 88' | Verslag | Safiullah Khan 82' Atif Bashir 84' | Sugathadasastadion, Colombo Toeschouwers: 3.000 Scheidsrechter: Vladislav Tseytlin |

## Rangschikking 2e geplaatste teams
De beste nummer 2 plaatst zich ook voor het toernooi. Doordat Afghanistan zich had teruggetrokken en daardoor een groep van 3 ontstond telden de wedstrijden tegen de nummer 4 uit iedere poule niet mee voor deze rangschikking. 
| Land       | Gsp | Win | Gel | Ver | DV | DT | +/- | Pnt |
| ---------- | --- | --- | --- | --- | -- | -- | --- | --- |
| Bangladesh | 2   | 1   | 0   | 1   | 2  | 2  | 0   | 3   |
| Malediven  | 2   | 1   | 0   | 1   | 4  | 5  | –1  | 3   |
| Pakistan   | 2   | 0   | 2   | 0   | 3  | 3  | 0   | 2   |
| Nepal      | 2   | 0   | 2   | 0   | 1  | 1  | 0   | 2   |

## Gekwalificeerde landen
| Land         | Gekwalificeerd als       | Vorige deelnames in toernooi12 |
| ------------ | ------------------------ | ------------------------------ |
| India        | Automatisch, Titelhouder | 3 (2006, 2008)                 |
| Noord-Korea  | Automatisch              | 2 (2008)                       |
| Tadzjikistan | Automatisch              | 3 (2006, 2008)                 |
| Myanmar      | Winnaar groep A          | 2 (2008)                       |
| Turkmenistan | Winnaar groep B          | 2 (2008)                       |
| Kirgizië     | Winnaar groep C          | 2 (2006)                       |
| Sri Lanka    | Winnaar groep D          | 3 (2006, 2008)                 |
| Bangladesh   | Beste nummer 2           | 2 (2006)                       |

## Doelpuntenmakers
5 doelpunten
- Safiullah Khan
- Kasun Jayasuriya

4 doelpunten
- Ibrahim Fazeel

3 doelpunten
- Chen Po-liang
- Ali Ashfaq
- Döwletmyrat Ataýew
- Berdi Şamyradow

2 doelpunten
- Enamul Hoque
- Mohammed Zahid Hossain
- Huang Wei-yi
- Mirlan Murzaev
- Chan Kin Seng

- Pai Soe
- Yazar Win Thein
- Adnan Ahmed
- Chad Gould

- Rohana Ruwan Thilaka
- Arif Mirzoýew
- Mekan Nasyrow
- Didargylyç Urazow

1 doelpunt
- Mohd Mamunul Islam
- Kamarul Ariffin Ramlee
- Keo Sokngon
- Teab Vathanak
- Chang Han
- Kuo Chun-yi
- Che Chi Man
- Leong Chong In

- Mukhthar Naseer
- Mohamed Umair
- Murun Altankhuyag
- Donorovyn Lkhümbengarav
- Khin Maung Lwin
- Myo Min Tun
- Pyaye Phyo Oo
- Biraj Maharjan

- Atif Bashir
- Jadid Khan Pathan
- Said Al-Sobakhi
- Alexander Borromeo
- Asmeer Lathif Mohamed
- S. Sanjeev
- Gahrymanberdi Çoňkaýew
- Ruslan Mingazow

Eigen doelpunt
- Geofredo (Tegen Mongolië)
- Anton del Rosario (Tegen Turkmenistan)

## Voetnoten
Toernooi: 2006 · 2008 · 2010 · 2012 · 2014

Kwalificatie: 2008 · 2010 · 2012 · 2014